# Hidrocarburs a Tunísia
Tunísia va descobrir el primer pou de petroli el maig de 1964 a El Borma, per mitjà de la companyia italiana AGIP. Les serves reserves estan avaluades en més de tres-cents milions de barrils.
A partir del nou codi d'hidrocarburs del 20 de febrer de 2000 les noves explotacions tunisianes s'han d'ajustar al que marca aquest codi, que encoratja la inversió estrangera. L'l'Entreprise tunisienne d'activités pétrolières (ETAP), creada el 1972 és l'encarregada del sector productiu i la Société Nationale de Distribution du Pètrole (SNDP) és la distribuïdora.
El Borma és el principal lloc d'extracció. El gas s'explota al camp de Miskar al golf de Gabes (explotació a la mar).
Actualment 28 companyies exploten la riquesa en gas i petroli de Tunísia, entre elles Agip, Anadarko, EHT, British Gas, Centurion Oil, CMS Oil and Gas, Samedan Oil, Marathon Oil, Kuwait Foreign Petroleum Exploration Company (Kufpec), Total, Fina, Neste Oy, Nuevo Energy, Oranje Nassau, Union Texas Petroleum, Petro-Canada, Phillips Petroleum, Pluspetrol, EGEP i Walter Enserch.
Les sis principals concessions que produeixen el 80% del petroli tunisià son: El Borma, Ashtart, Ouedna, Adam, Didon i Miskar; la resta el produeixen altres 27 concessions menors
El gas es produeix principalment a Miskar i a les torres de El Franig/Baguel/Tarfa i d'Oued Zar/Hammouda. El resta de la producció ve d'Adam i El Borma, pous de petroli amb una mica de gas associat.